# Grbalj

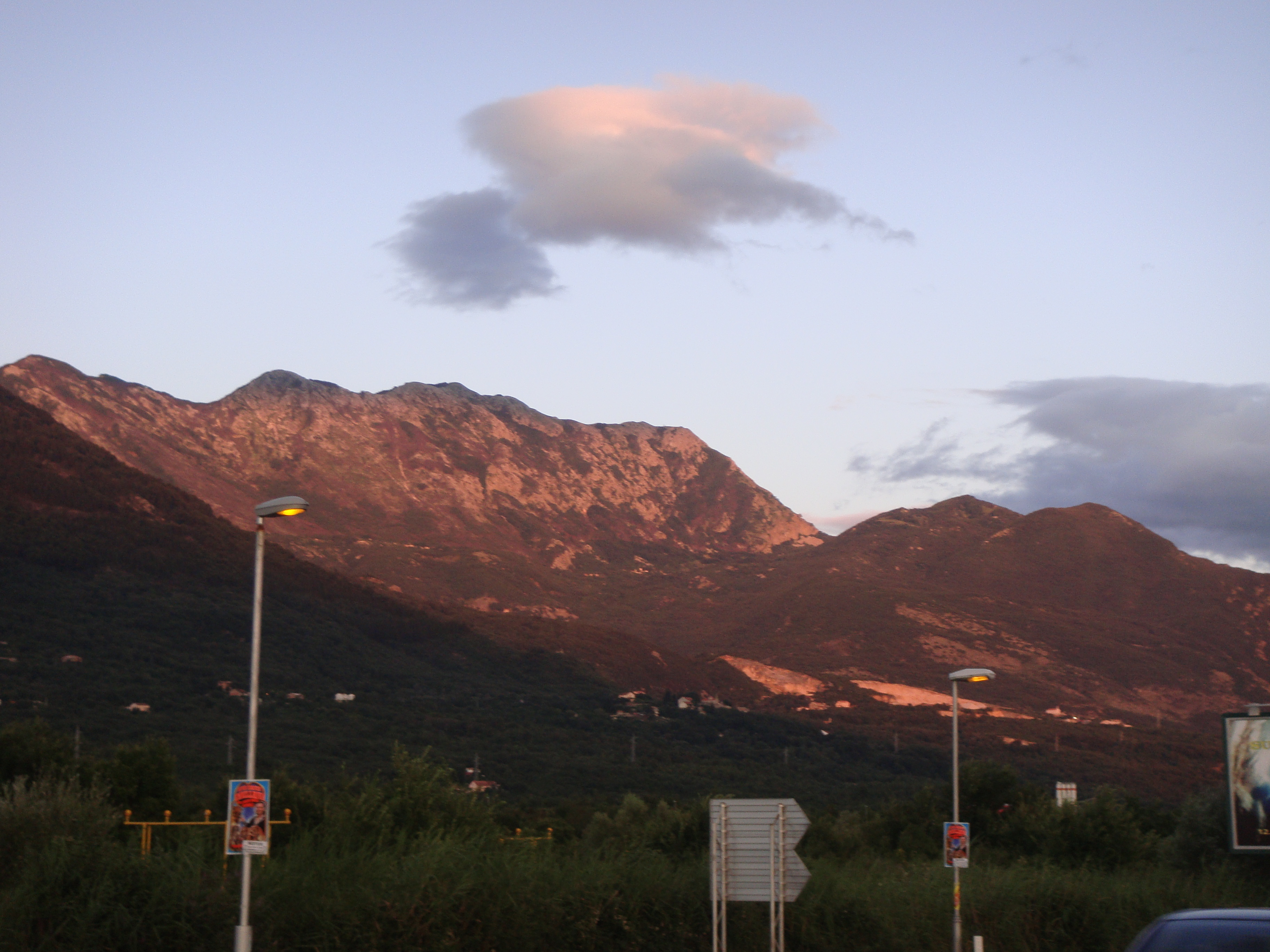
Krajobraz Grbalja

Grbalj (cyr. Грбаљ) – kraina historyczna w Czarnogórze.

## Geografia
Na zachodzie jest ograniczona przez półwysep Luštica, na południu Morzem Adriatyckim, na wschodzie pasmem Lovćenu.

## Historia
W XII wieku znalazł się pod panowaniem serbskim. Od 1497 roku był częścią Imperium Osmańskiego. W latach 1715–1797 należał natomiast do Republiki Weneckiej. Po krótkim okresie panowania rosyjskiego (1806–1807) i francuskiego (1807–1813), w latach 1813–1918 Grbalj znajdował się w granicach Cesarstwa Austrii, a następnie Austro-Węgier. W 1918 roku stał się częścią państwa jugosłowiańskiego, a po zakończeniu II wojny światowej Socjalistycznej Republiki Czarnogóry.